# Харпеджи
Харпеджи (англ. harpejji) — струнный музыкальный инструмент, который разработал в 2007 году Тим Микс (англ. Tim Meeks), основатель компании Marcodi Musical Products.
В первую очередь, этот инструмент предназначен для того, чтобы преодолеть разрыв в звучании и технике игры на фортепиано и гитаре. Можно сказать, что это гибрид двух инструментов, внешне напоминающий большую цитру. Техника звукоизвлечения достаточно проста, поэтому харпеджи — это не самый сложный в освоении инструмент. Звуки извлекаются прижиманием струн к панели (тэппинг). Различают два вида этого инструмента: на четыре октавы (16-струнные) и на пять октав (24-струнные).
На 24-струнном харпеджи играет классик прогрессив-метала клавишник Джордан Рудесс из группы Dream Theater.
Стиви Уандер использует 16-струнный харпеджи в своих выступлениях.

## Техника
Для игры на инструменте преимущественно используется техника тэппинга. Он отличается от других тэппинговых инструментов, таких как стик, за счет направления игры. Инструмент располагается на подставке, подобно клавиатуре, и находится перпендикулярно по отношению к исполнителю. Инструмент позволяет музыканту использовать все 10 пальцев, а одна рука способна охватывать сразу 2 октавы.